# Oldenburgische Landesbank
Die Oldenburgische Landesbank Aktiengesellschaft (OLB) mit Sitz in Oldenburg (Oldb) ist ein Finanzinstitut, das seine Kunden unter den Marken OLB und Bankhaus Neelmeyer betreut.
Zu den Geschäftsfeldern gehören das Privatkundengeschäft inklusive Private Banking und Wealth Management sowie das Geschäftskundengeschäft und Spezialfinanzierungen zum Beispiel im Bereich Gewerbliche Immobilien- oder Akquisitionsfinanzierung und auch die Vermittlung von Immobilien, Bausparverträgen und Versicherungen.

## Geschichte

### Die ersten Jahre bis Ende des Zweiten Weltkriegs

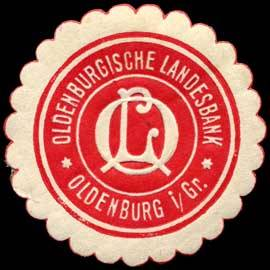
Siegelmarke Oldenburgische Landesbank – Oldenburg i-Gr.

Der Ausbau des Eisenbahnnetzes in der zweiten Hälfte des 19. Jahrhunderts machte die Stadt Oldenburg zu einem Verkehrsknotenpunkt und die daraus resultierende wirtschaftliche Entwicklung durch Handel und Gewerbe machten ein Bankhaus in Oldenburg unumgänglich. Die seit 1845 bestehende Oldenburgische Spar- und Leihbank konnte die neuen Anforderungen nicht erfüllen.
Der entscheidende Anstoß zur Gründung der OLB ging von dem Oldenburger Geheimen Finanzrat Carl Wilhelm Siebold aus, der als Sekretär beim Deutschen Bund in Frankfurt arbeitete. Bei dem Frankfurter Bankhaus Erlanger & Söhne fiel sein Plan auf fruchtbaren Boden. Gedacht war ein privates Aktienunternehmen mit dem Privileg der Banknotenausgabe.
Am 15. Januar 1869 eröffnete die Oldenburgische Landesbank ihre ersten Geschäftsräume in der Ritterstraße 9 in Oldenburg. Lorenz Zuckermandel war der erste Direktor. Die Konzession als Notenbank war äußerst großzügig. Die Bank durfte das Vierfache ihres Kapitals an Banknoten ausgeben. Auch waren die Begrenzungen der Ausgabe kleiner Noten (die als Ersatz des schweren Edelmetallgeldes beliebt waren) weniger einschränkend als bei den anderen Privatnotenbanken. Der Banknotenumlauf belief sich auf 6 Millionen Goldmark.
Mit dem Bankgesetz von 1875 wurden die Möglichkeiten der Privatnotenbanken entscheidend eingeschränkt. Die OLB hätte nur noch Banknoten bis zur Höhe des Eigenkapitals herauslegen können und wäre weiteren Einschränkungen unterlegen. Da sich das neue Bankhaus ausgesprochen gut entwickelt hatte, entschied es sich 1875 gegen das Notenprivileg und für das allgemeine Bankgeschäft, um in Zukunft den Einzugsbereich der Bank erweitern zu können.
1904 übernahm die Dresdner Bank das Bankhaus Erlanger & Söhne und damit auch dessen Beteiligung an der OLB. Um in der unruhigen Zeit zwischen beiden Weltkriegen mehr Sicherheit gewähren zu können, insbesondere infolge der Weltwirtschaftskrise, schloss sich die OLB mit Wirkung zum 31. Dezember 1933 mit der Oldenburgischen Spar- und Leihbank zusammen.

### Wiederaufbau
Am 20. Juni 1948 setzte die Währungsreform den Wirrnissen der Nachkriegszeit ein Ende. Die Bankguthaben der Kreditinstitute und der öffentlichen Institutionen erloschen. Zum dritten Mal in den fast 80 Jahren ihres Bestehens stand die OLB vor einem Neuanfang. Durch den Wiederaufbau der Wirtschaft florierte das kurzfristige Kreditgeschäft. In den 1950er Jahren spannte die OLB ihr Niederlassungsnetz noch weiter. Die Größe und Leistungsfähigkeit der Bank steigerte sich in diesen Jahren ebenso wie der Umfang ihrer Geschäfte.

### Die letzten Jahrzehnte

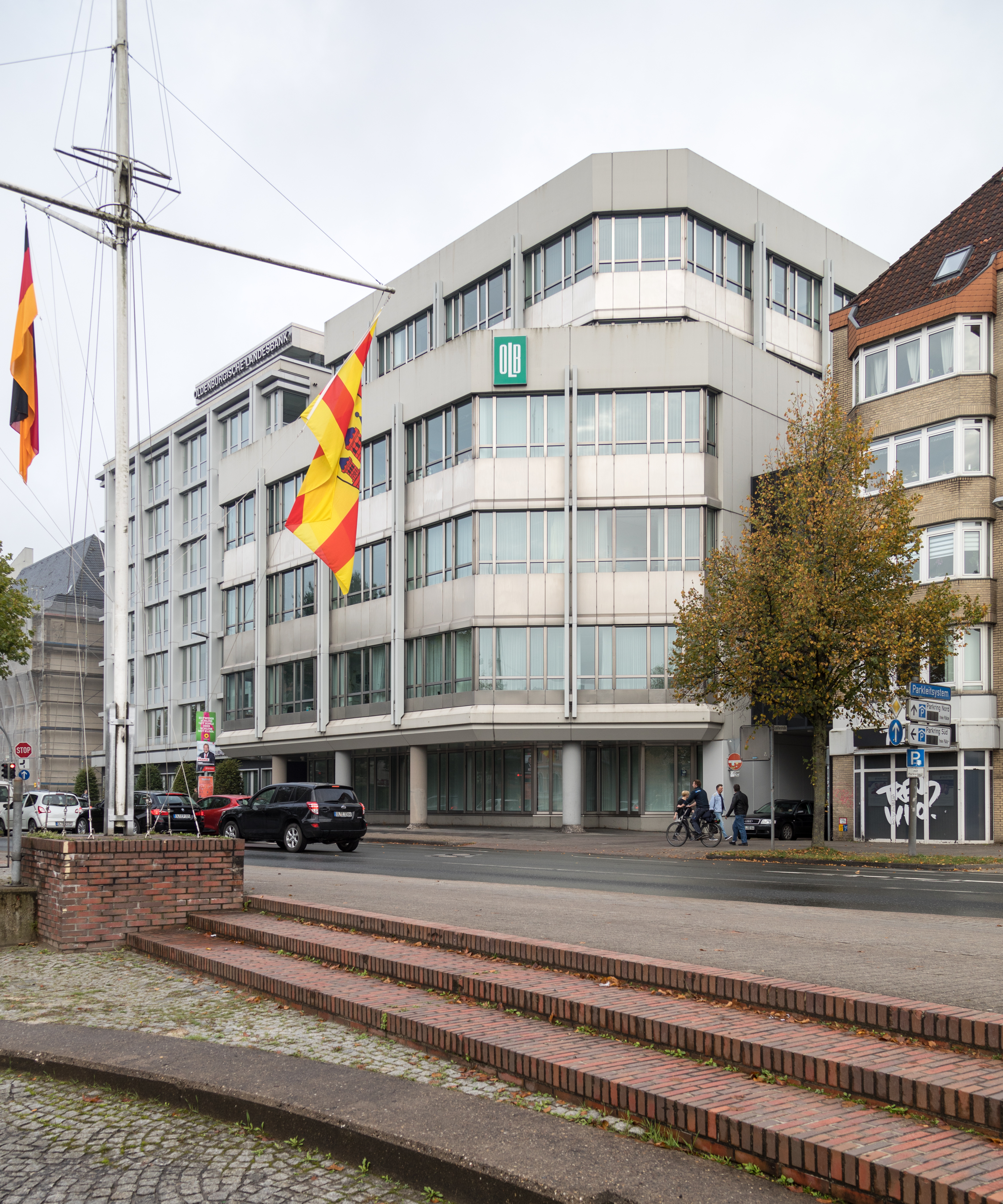
OLB-Verwaltungsgebäude Stau 17, Oldenburg

In zwei Schritten veränderte sich in den 1970er und 1980er Jahren die Zusammensetzung des Aktionärskreises der Bank entscheidend. 1978 übertrug die Staatliche Kreditanstalt Oldenburg, die ihren Anteil auf über 25 % aufgestockt hatte, 14 % des Aktienkapitals auf die Dresdner Bank. Diese hatte seit 1904 ihre 25%ige Beteiligung gehalten und inzwischen sukzessive hinzugekauft. Nun konnte die Dresdner Bank eine Mehrheit am Kapital verbuchen. Die Anteile des Landes Niedersachsen von 11 % und die der Staatlichen Kreditanstalt Oldenburg wurden zur Erhaltung des Schachtelprivilegs von etwas mehr als 25 % in der Oldenburgischen Beteiligungsgesellschaft zusammengefasst.
Im Frühjahr 1986 wurden die Beteiligungsverhältnisse am Grundkapital der Oldenburgische Landesbank AG neu gegliedert:
- Dresdner Bank (64,1 %)
- Anteil der privaten Investoren, einschließlich Belegschaftsaktionäre (10,6 %)
- OLB-Beteiligungsgesellschaft mbH 25,3 %

Die Anteile an der OLB-Beteiligungsgesellschaft mbH hielten die Hauptgesellschafterin Dresdner Bank mit 98,8 % und mehrere Dauerinvestoren aus dem Nordwesten, mit 1,2 %.
Mit Wirkung vom 23. Dezember 2008 hat die Allianz Deutschland die vormals von der Dresdner Bank gehaltenen Stimmrechte an der Oldenburgische Landesbank AG und an der OLB-Beteiligungsgesellschaft mbH übernommen. Damit stellten sich die Beteiligungsverhältnisse zum 23. April 2009 wie folgt dar: Allianz Deutschland AG 64,3 %, OLB-Beteiligungsgesellschaft mbH 25,3 %, Anteil der privaten Investoren einschließlich Belegschaftsaktionäre 10,4 %. Die Anteile an der OLB-Beteiligungsgesellschaft mbH hielten die Hauptgesellschafterin Allianz Deutschland AG mit 98,8 % und mehrere Dauerinvestoren aus dem Nordwesten mit 1,2 %. Die Prozentzahlen wurden gerundet.
Die Allianz Bank war von 2009 bis Mitte 2013 eine Zweigniederlassung der Oldenburgische Landesbank AG. Durch Verbleib der OLB bei der Allianz wurde 2009 in der Allianz Deutschland AG das neue Ressort „Allianz Banking Deutschland“ geschaffen. Am 26. Januar 2009 wurde die Allianz Bank als Zweigniederlassung der OLB mit der Bankleitzahl 700 350 00 gegründet. Bis Ende Mai 2009 wurden die von der Allianz Beratungs- und Vertriebs-AG (ABV) an die frühere Dresdner Bank (DreBa) vermittelten Bankkunden gefragt, ob sie von der Dresdner Bank auf die neue Allianz Bank übertragen werden wollen. Nach der Migration von ungefähr 350.000 Kunden mit einem Geschäftsvolumen von ca. 3,1 Mrd. Euro startete der operative Betrieb der Allianz Bank am 1. Juni 2009. Schwerpunkt war das Anlage- und Einlagengeschäft. Es wurden Kredit- und Maestro-Karten im „Allianz-Blau“ ausgegeben. Ab 2011 wurde ein Girokontenmodell angeboten, das weltweit eine kostenlose Bargeldversorgung ermöglichte. Ende 2012 hatte die Allianz Bank 817 Fachagenturen und Bankfilialen. Im Geschäftsjahr 2012 beliefen sich die operativen Verluste der Allianz Bank auf 45,2 Mio. Euro. Zwischen der Oldenburgische Landesbank AG und der Allianz Deutschland AG war vereinbart, dass die Allianz Deutschland AG alle bis Ende 2014 auflaufenden Verluste der Allianz Bank ausgleicht. Aufgrund der anhaltend defizitären Ergebnisse wurde die Geschäftstätigkeit der Allianz Bank mit dem 30. Juni 2013 beendet.
Ende September 2016 erwog die Allianz, ihre OLB-Anteile zu verkaufen. Am 23. Juni 2017 wurde die Übernahme der Anteile der Allianz Deutschland AG an der OLB (rund 90,2 %) für 300 Millionen Euro durch die Bremer Kreditbank, hinter der unter anderem der US-amerikanische Finanzinvestor Apollo Global Management steht, bekanntgegeben. Für den Verkauf am 7. Februar 2018 lag die Übernahmegenehmigung der Aufsichtsbehörden vor. Zum 31. August 2018 erwarb die Bremer Kreditbank die Oldenburgische Landesbank von der Allianz. Der Name Bremer Kreditbank wurde aufgelöst. Der ehemalige Hauptsitz der BKB wurde zur größten OLB Filiale.
Durch einen Squeeze-out-Prozess erhöhte die Bremer Kreditbank ihren OLB-Anteil auf über 95 %. Hierzu übertrugen die Minderheitsaktionäre ihre Aktien gegen eine Barabfindung. Mit der Eintragung des aktienrechtlichen Squeeze-out-Beschlusses ins Handelsregister am 27. Juni 2018 wurde die Übertragung wirksam, auch endete die Börsennotierung kurz darauf. Die Aktien der Oldenburgische Landesbank AG waren bis zur Beendigung der Börsennotierung am 28. Juni 2018 im regionalen Aktienindex Nisax20 enthalten, der die 20 wichtigsten börsennotierten Unternehmen im Bundesland Niedersachsen umfasst. Sie wurden an den Börsen Berlin, Hamburg und Hannover im Geregelten Markt sowie in Düsseldorf und Frankfurt im Freiverkehr gehandelt. Im August 2018 wurde die Muttergesellschaft Bremer Kreditbank auf die OLB verschmolzen.

### Übernahme durch Targobank
Anstatt eines für 2025 avisierten, zuvor mehrmals verschobenen, Börsengangs übernimmt die französische Fédérale de Crédit Mutuel mit ihrer deutschen Tochtergesellschaft Targobank die OLB.
Mit Stand Juli 2025 ist der Vollzug der Übernahme durch die TARGO Deutschland GmbH für das erste Halbjahr 2026 geplant. Die OLB soll als eigenständige Tochtergesellschaft der TARGO Deutschland Finanzholding-Gruppe bestehen bleiben. Der Mutterkonzern Crédit Mutuel Alliance Fédérale will seine Aktivität in Deutschland zu einer Universalbank ausweiten und das Portfolio der OLB, mit seinen Schwerpunkten u. a. bei Mittelstands- und Immobilienfinanzierung und Private Banking, neben das auf Endkunden und Konsumenten ausgerichteten Geschäft der TARGOBANK sowie, im Rahmen von Bancassurance, das 2026 als ACM Deutschland AG aufzunehmende Privatkunden-Versicherungsgeschäft der Assurances du Crédit Mutuel stellen.

### Die OLB heute

#### Geschäftsfelder
Ihre Geschäftsaktivitäten hat die OLB ab 2022 neu geordnet hinsichtlich der Zielkunden, Produkte und Dienstleistungen. Die erste tragende Säule bildet das Geschäft mit Privatkunden und regionalen kleinen bis mittelgroßen Unternehmenskunden. Hier legt die Bank den Fokus auf einen Multikanalansatz in Kombination mit regionalen Filialverbünden und einem bundesweiten digitalen Auftritt. Basis für die angebotenen Leistungen sind schlanke und automatisierte Prozesse. Diese Aktivitäten sind seit 2022 dem Geschäftssegment Private & Business Customers zugeordnet.
Die zweite Säule des Geschäftsmodells bildet seit 2022 das Segment Corporates & Diversified Lending. Hierzu gehören das größervolumige Corporate-Geschäft, Fußballfinanzierungen sowie die Spezialfinanzierungen mit Schwerpunkten in der Akquisitionsfinanzierung und der gewerblichen Immobilienfinanzierung. Hierbei geht es um ein individuell zugeschnittenes Profil, größere Einzeltransaktionen und einen stärkeren Ressourceneinsatz in der Beratung und Abwicklung zwecks Durchsetzung höherer Margen.
Die OLB ist das zweitgrößte Haftungsdach in Deutschland. Die Vertreter des Finanzkonzerns Wüstenrot & Württembergische erbringen Finanzdienstleistungen ausschließlich auf Rechnung und unter der Haftung der OLB.

#### Filialen

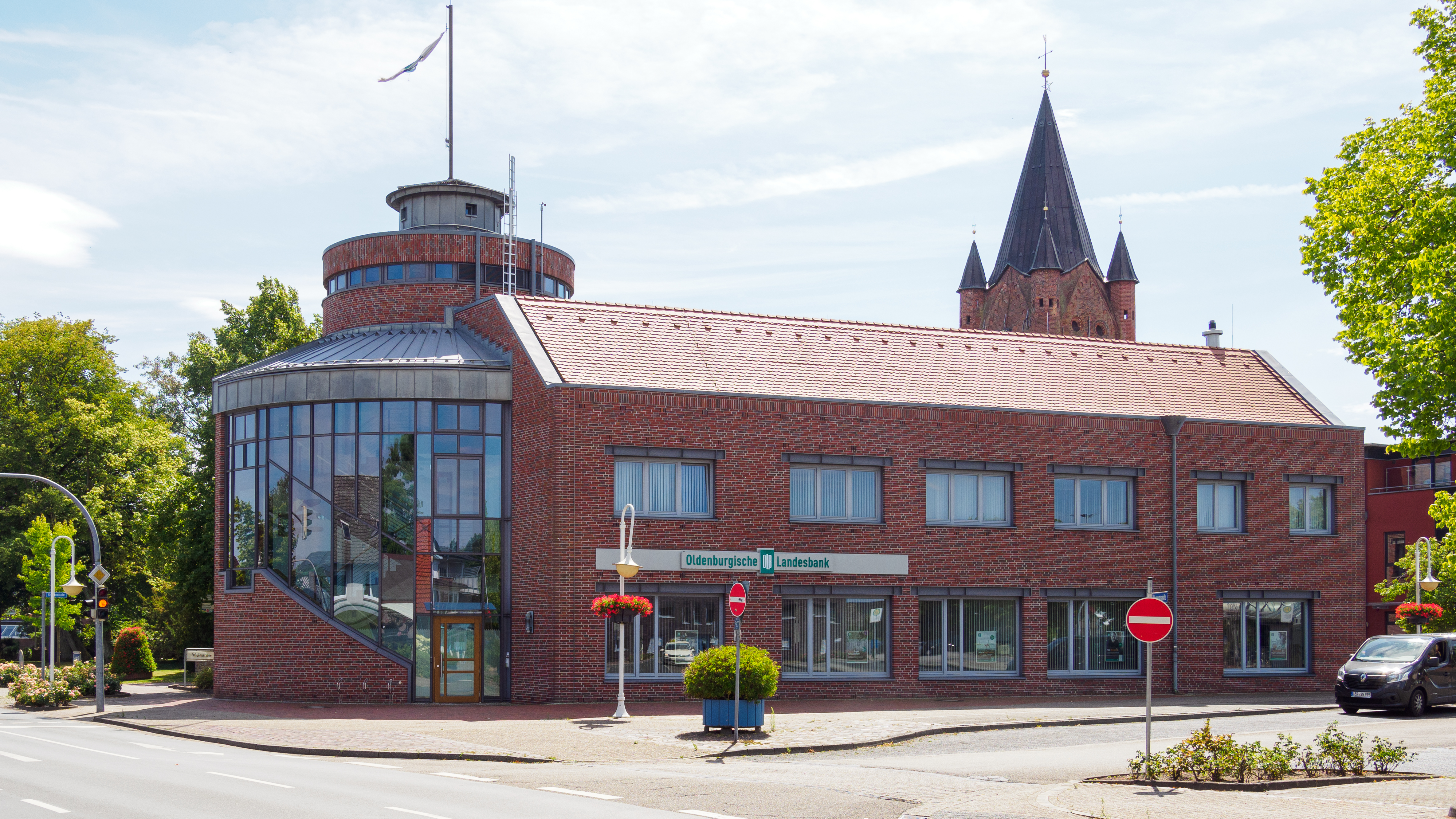
OLB-Filiale in Westerstede

Ihren privaten Kunden bietet die OLB über ihr zentral gesteuertes Filialnetz und über das Beratungscenter Oldenburg Beratungs- und Betreuungsleistungen an, die auf persönlichem Kontakt beruhen. Parallel stehen Kunden über Online- und mobile Vertriebskanäle bedarfsgerechte Produkte und zeitgemäße Services auch direkt zur Verfügung. Die OLB kombiniert damit die Flächenpräsenz im Kerngeschäftsgebiet Weser-Ems mit dem Angebot einer deutschlandweit operierenden Direktbank mit Partnervertrieben und Vermittlungsgeschäft.
Die OLB unterhält ein breit gefächertes Standortnetz, das sich auf die Region Weser-Ems erstreckt (umfasst die Regionen Osnabrücker Land, Emsland, Grafschaft Bentheim, Ostfriesland, Ammerland, Friesland, Oldenburg (Oldb) und Oldenburger Münsterland) sowie Bremen (Niederlassung für Geschäftskunden seit 1. Juli 2009). Die Standorte Bremerhaven (Niederlassung für Geschäftskunden seit 4. Oktober 2010), Verden (Niederlassung für Geschäftskunden seit 4. April 2011) und als erste Filiale in Nordrhein-Westfalen seit 7. November 2011 Rheine (Niederlassung für Geschäftskunden) wurden inzwischen wieder geschlossen. Zum Jahresende folgten die Filialen Lemwerder, Sandkrug Elsfleth – insgesamt 250 Mitarbeiterstellen wurden gestrichen. Ende 2021 zählte die OLB 115 Standorte, unterteilt in 59 Filialen mit persönlicher Beratung und 56 SB-Filialen (Stand: 31. Dezember 2021). Die Bank bündelt ihre Beratungsleistung an größeren Standorten und baut parallel die Kontaktkanäle Telefon und Internet aus.
Im Jahre 2022 hatte die OLB laut eigenen Angaben 40 Filialen im Kerngeschäftsgebiet Nordwestdeutschland. Über das regionale Standortnetz hinaus unterhält die OLB Niederlassungen in Berlin, Bremen, Düsseldorf, Frankfurt, Hamburg und München, die auf das Geschäft mit Geschäftskunden und Spezialfinanzierungen fokussiert sind.
Nach dem Erwerb und der Migration der Degussa Bank wurden rund 300 Mitarbeiterinnen und Mitarbeiter der Degussa Bank übernommen und etwa 150 Stellen der ehemaligen Degussa Bank abgebaut. Darüber hinaus übernahm die OLB einen Großteil der zum Migrationszeitpunkt rund 50 Worksite-Filialen der ehemaligen Degussa Bank auf dem Werksgelände von Partnerunternehmen.
Seit April 2018 ist die OLB Mitglied im Geldautomaten-Verbund Cashpool.

#### Beteiligungen
Zur OLB gehörte die Privatbank W. Fortmann & Söhne (bis Ende 2014 als Tochtergesellschaft, ab 2015 bis zur Schließung Ende 2016 als Zweigniederlassung), Oldenburg. Die 100-prozentige Beteiligung an der Münsterländischen Bank Thie & Co., Münster, verkaufte die OLB im Dezember 2014 an die VR-Bank Westmünsterland, Coesfeld.
Apollo Global Management nutzte die Oldenburgische Landesbank AG als Dachgesellschaft für Aufkäufe – gemeinsam mit einem Pensionsfonds für Lehrer in Texas, dem Teacher Retirement System of Texas und dem Investor Grovepoint Investment Management LLP mit Sitz in London.
Vor der Verschmelzung mit der Oldenburgischen Landesbank erwarb die Bremer Kreditbank
- das Bankhaus Neelmeyer von der Unicredit Bank im März 2016
- 90,2 % der Anteile an der Oldenburgischen Landesbank von der Allianz Deutschland
- die Wüstenrot Bank von der Wüstenrot & Württembergische am 27. März 2018[34]

Im September 2022 folgte die Unterzeichnung einer Vereinbarung zum Kauf der Degussa Bank. Mit dem Closing im April 2024 und der Migration am 31. August 2024 / 1. September 2024 hat die OLB die erfolgreiche Übernahme der Degussa Bank abgeschlossen.

## OLB-Stiftung
Anlässlich des 125-jährigen Jubiläums der OLB gründete diese 1994 die OLB-Stiftung. Ausschließlicher Zweck der Stiftung ist es, Kultur und Wissenschaft im Geschäftsgebiet der OLB zu fördern.

## Frühere Logos

Bis 2017
2017 bis 2019
2019 bis 2024